# Colonització de la Lluna

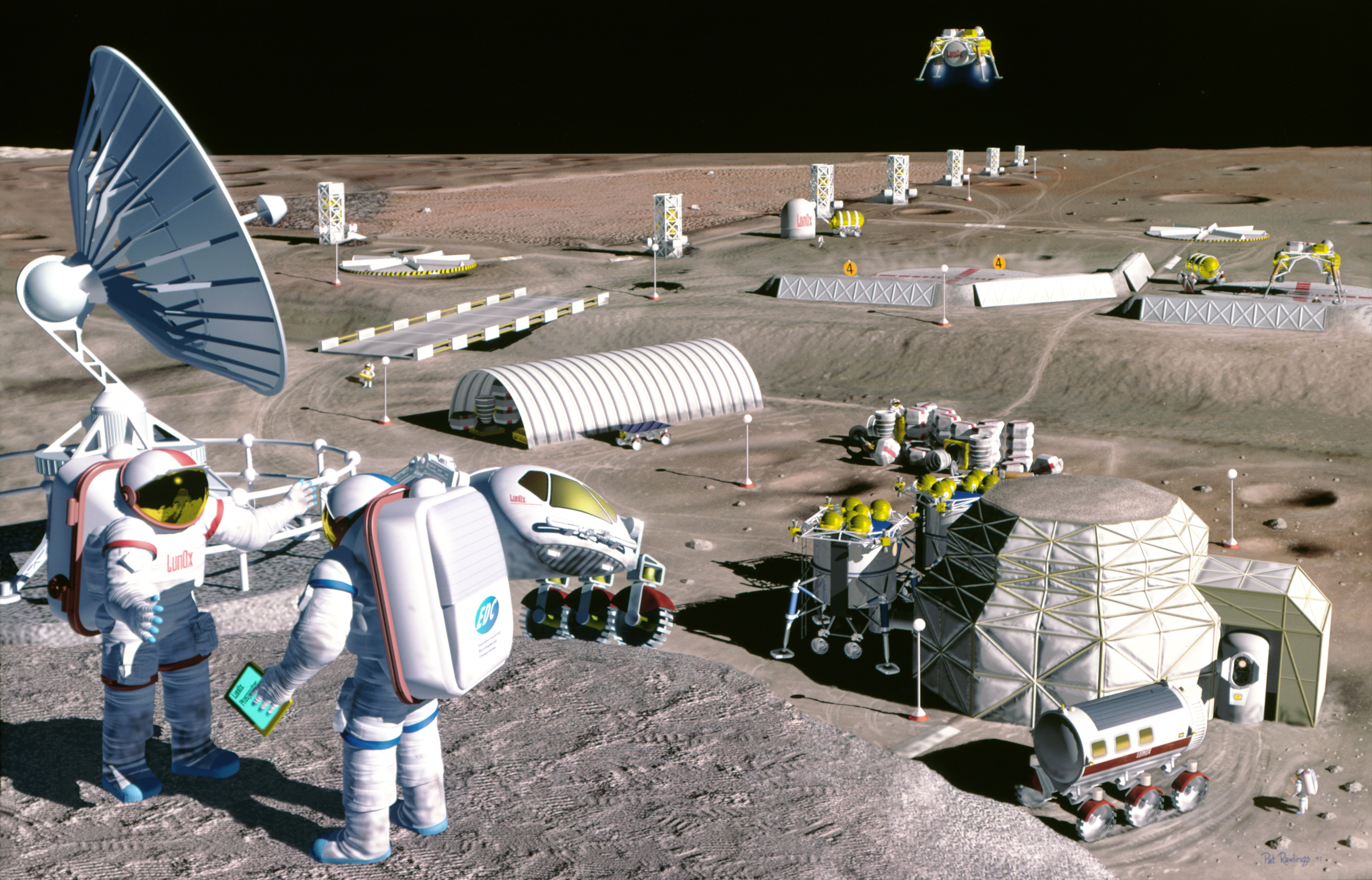
Base a la Lluna. Dibuix conceptual.

La Colonització de la Lluna és un projecte que consisteix a instal·lar bases permanents de comunitats d'éssers humans a la Lluna.
Un hàbitat humà permanent sobre un cos planetari diferent de la Terra és un tema recurrent de ciència-ficció. Mentre que la tecnologia ha evolucionat i les preocupacions sobre el futur de la humanitat sobre Terra progressen, la colonització de l'espai es podria fer un objectiu possible i necessari.

## Els plans actuals
El pla a llarg termini de la NASA, incloïa una tornada a la Lluna amb una missió de viure-hi en el 2018, amb la instal·lació d'una base permanent per viure-hi quatre persones. Aquesta base serà situada al pol sud, que és un dels punts més constantment il·luminats, i amb les diferències de temperatura menys fortes (-30°c de mitjana) i la presència de gel d'aigua com a font de carburant per als coets. La base comprendrà zona d'habitatge, un observatori, dels plafons solars i reserves d'energia.
La construcció d'aquesta base demanarà una cooperació internacional amb l'objectiu de fer un test de les tècniques en vista d'una missió marciana, una explotació econòmica de la Lluna i d'augmentar els coneixements científics. Els vehicles espacials utilitzats seran l'Orion i el mòdul d'accés a la superfície lunar.
El novembre de 2005, la Xina va anunciar un programa d'exploració Lunar, amb una primera missió de viure-hi en 2017. El Japó parla d'una base lunar pel 2030. L'Índia no es queda enrere i després del seu satèl·lit d'observació Chandrayan 1 hauria d'enviar sondes d'exploració robòtiques.

## Avantatges i desavantatges
A causa de la seva proximitat amb la Terra, la Lluna ha estat des de fa molt de temps candidata per a una colònia humana a l'espai. Abans que una colònia sigui creada, els recursos han de ser identificats, ja que la seva extracció determinarà el desenvolupament d'aquesta colònia. Les mostres portades pel programa Apollo indiquen que diversos materials de valor poden ser trobats en quantitat sobre la Lluna. El primer d'aquests elements és l'oxigen que representa aproximadament 42% del regolit lunar. És seguit pel silici, una matèria primera important (20%) i el ferro (13%) que permet la producció d'acer. Venen llavors el bauxita (7%) necessària a la producció d'alumini i el titani (1%).
Tanmateix, encara que el programa Apollo hagués ensenyat la factibilitat d'un viatge cap a la Lluna (a un cost elevat), va temperar l'entusiasme per a una colònia lunar a causa de l'absència d'elements més lleugers necessaris a la vida tal com l'hidrogen o el nitrogen.

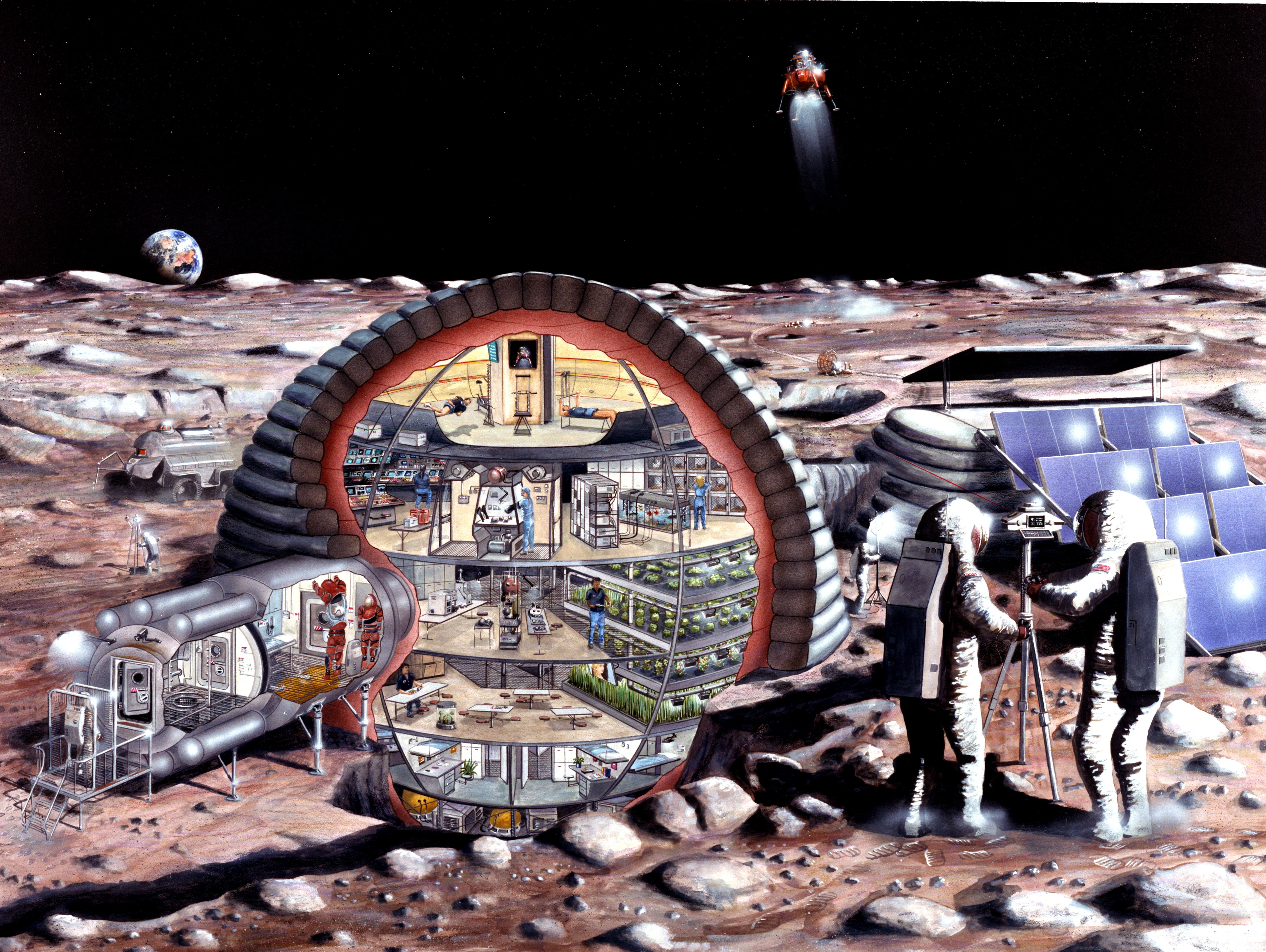
Base lunar amb un mòdul inflable. Dibuix conceptual.

El desenvolupament econòmic de la Lluna veurà la creació d'hàbitats prop de les mines o dels centres de tractament. La riquesa retirada per aquestes activitats influirà certament de manera positiva en els esforços per construir una colònia sobre Mart o tot altre indret escollit. Perquè aquest desenvolupament sigui viable, caldrà també un sistema de llançament i de tornada sobre Terra que sigui fiable i econòmica. Aquesta mateixa infraestructura serà utilitzada per a tot altra colonització o instal·lació espacial.
En efecte, gràcies a la feble gravetat lunar, l'ús de coets no serà necessari per enviar minerals a l'espai, seran reemplaçades per catapultes electromagnètiques molt menys cares.
Colonitzar la lluna ajudarà al perfeccionament d'un sistema de suport indispensable de vida de llarga duració i autònom per a la colonització o l'exploració espacial al llarg termini. Aquest laboratori seria situat prop de la Terra la qual cosa permetria la tramesa d'avituallament o assistència en un termini raonable.
Certs defensors de la colonització espacial com la Mars Society pensen que colonitzar la Lluna seria més difícil que colonitzar Mart, i que concentrar els recursos sobre una colonització lunar seria retardar el programa de colonització sencer. Altres grups com la National Space Society i la Moon Society creuen al contrari que la Lluna és un primer pas lògic. La possibilitat d'utilitzar la fusió nuclear com a font d'energia neta a partir de l'heli-3 extret sobre la Lluna seria una justificació econòmica de la implantació d'una base lunar.